# موسی البلوشی
موسی البلوشی (انگلیسی: Mousa Hatab؛ زادهٔ ۱۲ آوریل ۱۹۸۱) یک بازیکن فوتبال اهل امارات متحده عربی است.
وی همچنین سابقه بازی در تیم ملی فوتبال امارات را دارد.